# Возвращение человека-невидимки
«Возвращение человека-невидимки» — фильм режиссёра Джо Мея, снятый в 1940 году. Фильм входит в классическую серию фильмов ужасов студии Universal. Сиквел фильма «Человек-невидимка». Человек-невидимка в этом фильме — одна из первых ролей будущего «короля ужаса» Винсента Прайса.

## Сюжет
Владелец угольной шахты Джеффри Редклифф приговорён к смерти по обвинению в убийстве своего брата. Перед казнью его навещает доктор Френк Гриффин, после чего оказывается, что камера Редклиффа пуста. Полиция выясняет, что Френк Гриффин — брат Джека Гриффина, человека, открывшего секрет невидимости. Инспектор пытается выяснить причастность доктора к исчезновению, однако тот молчит.
Доктор действительно причастен к исчезновению Джеффри. Помимо невидимости, он прячет Редклиффа у своего пациента, лесника Бена Дженкинса. Там Джеффри встречается со своей невестой Хелен и говорит о необходимости найти подлинного убийцу своего брата. Так же Редклифф обеспокоен возможным побочным действием монокана, который свёл с ума Джека Гриффина, но Хелен говорит, что доктор неустанно работает над этой проблемой. Однако пока все опыты Френка на морских свинках заканчиваются гибелью лабораторных животных.
Полиция находит укрытие Редклиффа, в итоге ему приходится снять одежду и исчезнуть. Вернувшись на шахту Джеффри находит, что бывший ночной сторож, а ныне управляющий Уилли Спирс ведёт себя слишком агрессивно и надменно, позволяет себе угрожать доктору Гриффину. Редклифф выслеживает Спирса и вынуждает его сказать правду о смерти своего брата. В этом деле оказывается замешанным двоюродный брат Редклиффа Ричард Кобб.
Редклифф едет к кузену, где также застаёт Хелен. Он обвиняет Кобба в убийстве своего брата, однако тому удаётся бежать и вызвать на помощь полицию. Вечером Джеффри устраивает подобие вечеринки у доктора Френка, во время которой он начинает высокомерно говорить с другом и невестой, развивать идеи своего грядущего величия (хотя конкретных желаний захватить мир он так и не изъявляет). Гриффину приходится связать Джеффри. Однако Редклиффу удаётся обмануть доктора и освободиться.
Джеффри удаётся захватить Кобба и привести его в дом Спирса. Оказывается, что тот несколько часов простоял связанный на табуретке с петлёй на шее. Редклифф требует, чтобы Спирс рассказал о событиях злополучного вечера, однако Кобб выбивает табуретку из-под ног сообщника и, пока Джеффри пытается вытащить Спирса из петли, сбегает.
Редклифф настигает кузена на вагонетках с углём. Их драка привлекает всеобщее внимание. Полицейским удаётся попасть в невидимку, однако вагонетка опрокидывается, и Кобб падает с большой высоты вниз. Перед смертью он признается в убийстве Майкла (при этом однако свидетелями являются только доктор Гриффин и Хелен, но не полицейские; остался ли жив Спирс — неизвестно, но следуя логике, он все же был вытащен из петли и очевидно дал показания полиции, вряд ли Скотланд-Ярд стал снимать обвинения в убийстве на основе косвенных свидетельств).
Тяжело раненый Джеффри приходит к Гриффину, однако тот не может провести операцию, так как не видит пациента. Доктор делает Редклиффу переливание крови, что приводит к неожиданному эффекту — невидимка вновь становится видимым. В финальном кадре Джеффри Редклифф обнимает свою невесту Хелен.
Любопытно, что этот фильм действительно является последовательным сиквелом оригинального фильма 1933 года — вплоть до того, что в деле инспектора Симпсона вклеена фотография Клода Рейнса, игравшего Джона «Джека» Гриффина.

## Награды
- Номинация на премию Оскар за спецэффекты[3].

## В ролях
- Седрик Хардвик — Ричард Кобб
- Винсент Прайс — Джеффри Рэдклифф
- Нэн Грэй — Хелен Мэнсон
- Джон Саттон — доктор Френк Гриффин
- Сесил Келлауэй — инспектор Сэмпсон
- Алан Напье — Уилли Спирс
- Форрестер Харви[англ.] — Бен Дженкинс
- Гарри Кординг — шахтёр, произносящий «Оставь парик на Вилли» (в титрах не указан)